# Крайник (Скрипунові)
Крайник (лат. Oxypleurus Mulsant, 1839) — рід жуків з родини Скрипунових.

## Етимологія назви
Наукова назва Oxypleurus утворена від поєднання давньогрецьких слів «ὀξὶς» і «πλευρὰ», що означає «гострий край». Українська назва «крайник» походить від слова «край» — це адаптований переклад наукової назви, що ілюструє морфологічну особливість жуків — наявний гострий зубець на краю передньоспинки.

## Розповсюдження
Глобальний ареал роду охоплює Середземномор'я. В Україні поширений єдиний вид — Крайник Нодьєвий (Oxypleurus nodieri Mulsant, 1839).

## Розмаїття
До роду Крайник залічують лише один вид:
1. Крайник Нодьєвий — Oxypleurus nodieri Mulsant, 1839